# Taupe
Pour les articles homonymes, voir Taupe (homonymie).
Taxons concernés
parmi les Talpidae :
- les espèces de la sous-famille des Talpinae ;
- les Uropsilus ou taupes de Chine,

Autres familles :
- les Chrysochloridae ou taupes dorées ;
- les taupes marsupiales.modifier

Taupe est un nom vernaculaire ambigu en français, pouvant désigner plusieurs espèces différentes de petits mammifères fouisseurs vivant dans des galeries souterraines creusées dans la couche meuble de terre arable du sol, et dont la présence est signalée par les petits monticules de terre déblayée constituant les  taupinières. Ce nom vernaculaire est aussi à la base de plusieurs noms vulgaires créés pour la nomenclature scientifique en français.

## Désignations

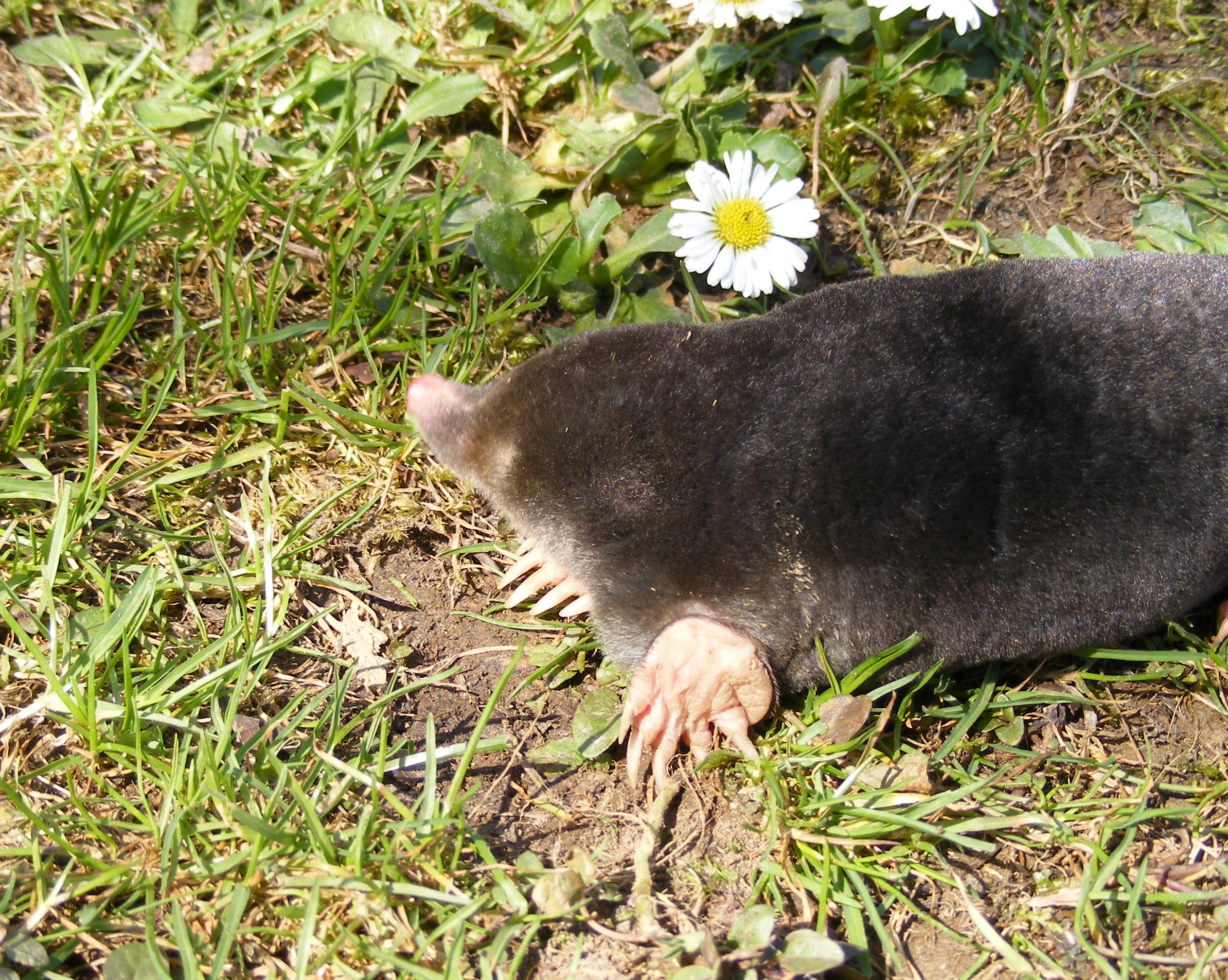
taupe européene

Le nom vernaculaire Taupe est issu du latin talpa, et désigne en français des mammifères insectivores fouisseurs, sans oreilles apparentes et plus ou moins aveugles, appartenant en premier lieu au genre Talpa et surtout à l'espèce Talpa europaea. Dans le langage commun, ce terme désigne également des espèces d'animaux très différentes des points de vue anatomique et systématique, même si, à première vue, leur physique et leur comportement se ressemblent. C'est par exemple le cas des taupes de Chine et des taupes dorées. Il s'agit là d'un exemple classique de convergence évolutive.
Par extension, le terme est utilisé pour désigner de nombreuses espèces, souvent aveugles, ou presque, comme des rongeurs : les rats-taupes et les hamsters-taupes ou même un poisson comme le requin taupe et un insecte la taupe-grillon.

## Physiologie, comportement et écologie
Les caractéristiques générales des taupes sont celles des petits mammifères fouisseurs qui creusent et vivent dans des galeries souterraines, avec des nuances pour chaque espèce : voir les articles détaillés pour plus d'informations sur leur comportement ou leur physiologie respective. En dépit de leurs yeux minuscules elles ne sont pas totalement aveugles, contrairement à un préhjugé courant. Son odorat très développé et qui différencie entre la narine gauche et la droite lui permet de localiser la présence d'un ver de terre traversant son labyrinthe de tunnels. Elle se nourrit de vers de terre, dont elle consomme quotidiennement la moitié de son poids. Si la prise est abondante, elle paralyse sa proie avec sa salive vénéneuse et l'entrepose dans une sorte de garde-manger. Son sang lui donne un meilleur traitement de l'oxygène et une tolérance accrue aux gaz toxiques. Elle est dotée d'un pouce supplémentaire. Son organe reproductif est constitué d'un tissu ovarien à une extrémité et d'un tissu testiculaire à l'autre. Le tissu ovarien produit des ovules et grossit durant la courte période de reproduction puis rétrécit pour laisser se développer le tissu testiculaire. Les femelles de certaines espèces ont un clitoris en forme de pénis et les mâles de taupes dorées africaines disposent d'un cloaque ce qui est très rare chez les mammifères.

## Les différentes espèces de «taupes»

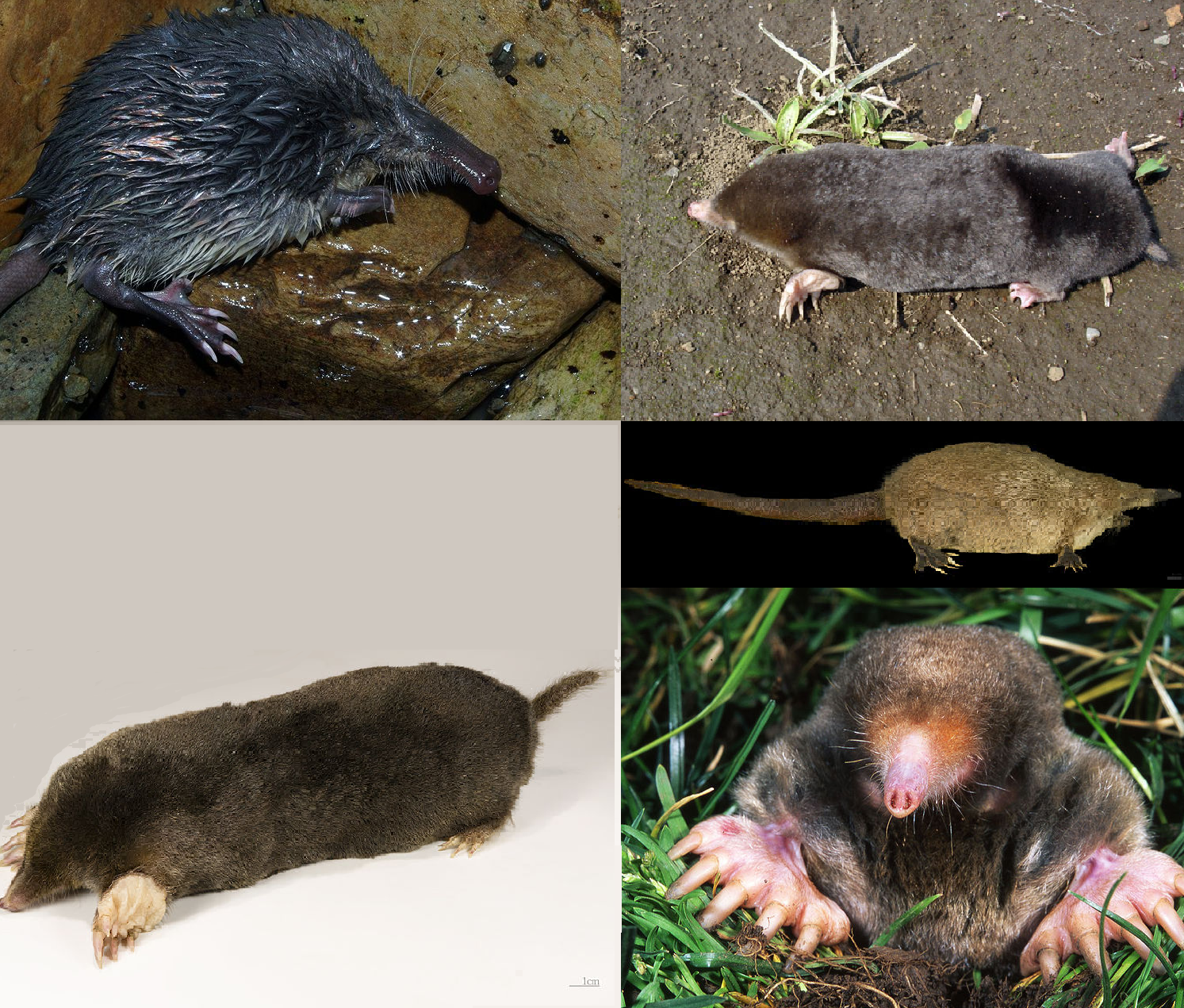
Colonne de gauche :
Haut : Desman des Pyrénées
En dessous : Taupe européenne
Colonne de droite :
Haut : Petite taupe japonaise
Milieu : Desman de Russie
En dessous : Taupe orientale

Le terme taupe désigne avant tout les taupes européennes du genre Talpa. En France, il désigne plus particulièrement l'espèce la plus courante, la taupe d'Europe (Talpa europaea) mais aussi la Taupe d'Aquitaine (Talpa aquitania) sur la façade atlantique et la Taupe aveugle (Talpa caeca) en Provence-Alpes-Côte d'Azur. En Suisse et en Belgique, seule la taupe d'Europe est présente.
La sous-famille des Talpinae à laquelle appartient le genre Talpa regroupe de nombreuses espèces qui partagent plus ou moins les mêmes caractéristiques sur le continent eurasiatique mais aussi nord américain. La plupart de ces taupes n'ont par ailleurs pas de nom vernaculaire spécifique, mais sont appelées spontanément « taupe » du fait de leurs morphologie et comportement. Elles sont proches des desmans, une des trois sous-familles des Talpidae. Une espèce américaine à nez étoilé, appelée Condylura cristata, est désignée par de nombreux noms français commençant par Condylure ou taupe.
Au sens large, il existe aussi en Australie les taupes marsupiales, dont l'anatomie est très différente de celles des taupes eurasiatiques, et en Afrique les taupes dorées. On distingue le groupe taxonomique de ces espèces aisément. Le mouvement des membres pour écarter la terre ne se fait pas dans le même plan pour les taupes marsupiales et pour les Talpinae. Les ressemblances entre les taupes marsupiales et les taupes dorées sont plus nombreuses.

## Galerie

Différentes taupes
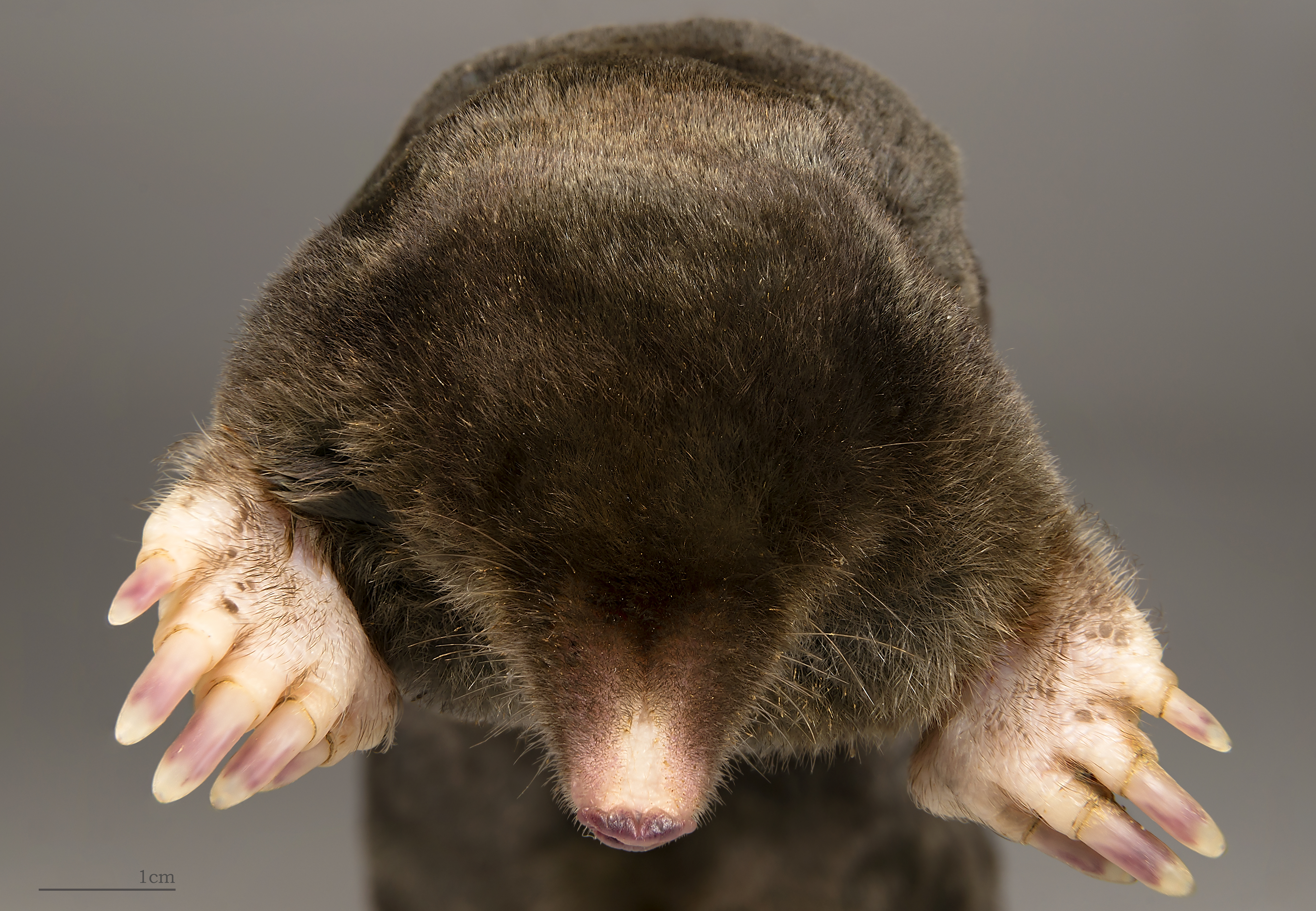
Taupe d'Europe (Talpa europaea)
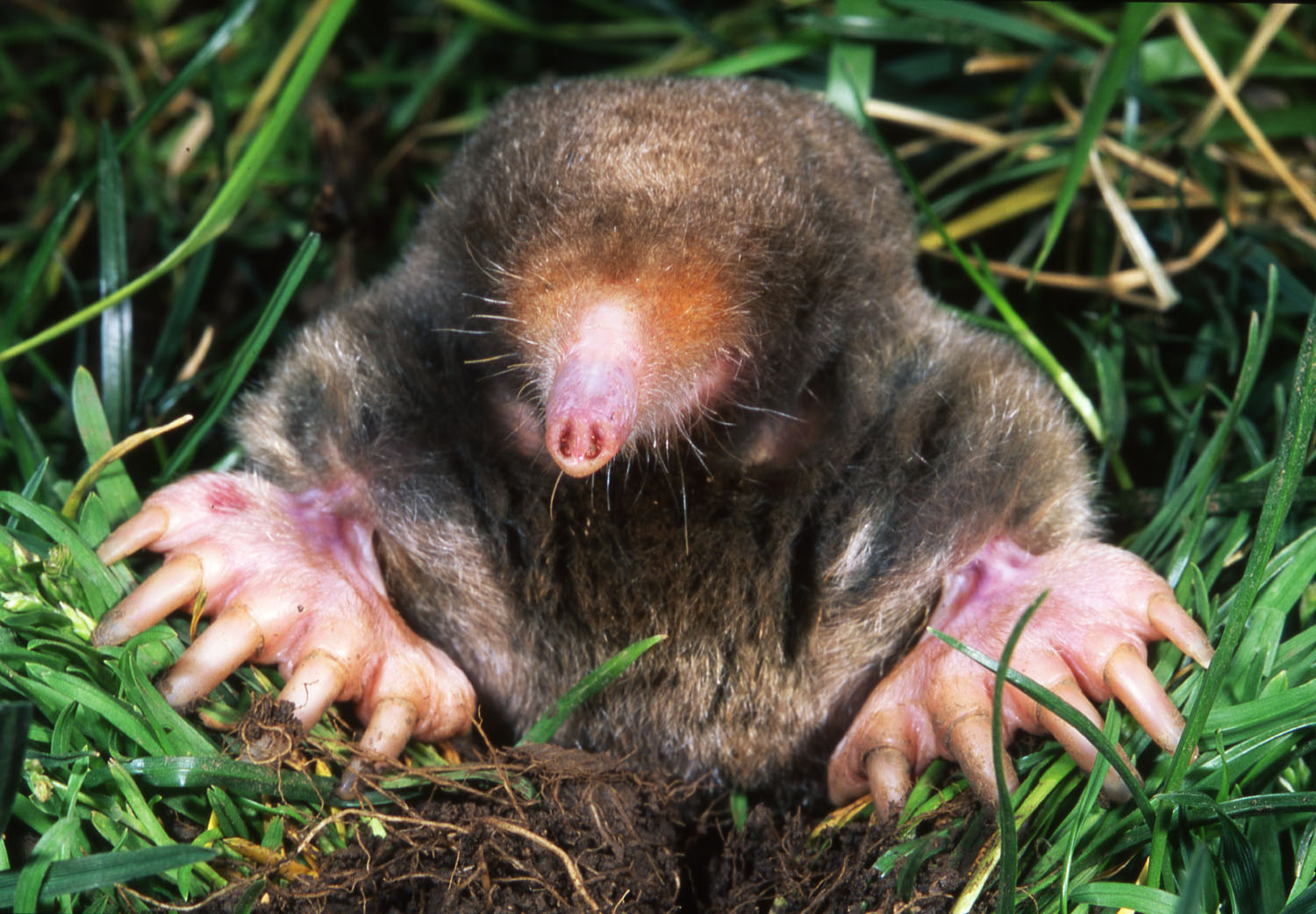
Taupe à queue glabre (Scalopus aquaticus)
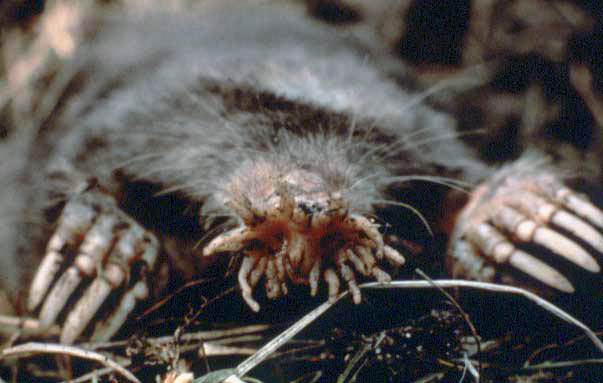
Condylure étoilé (Condylura cristata)
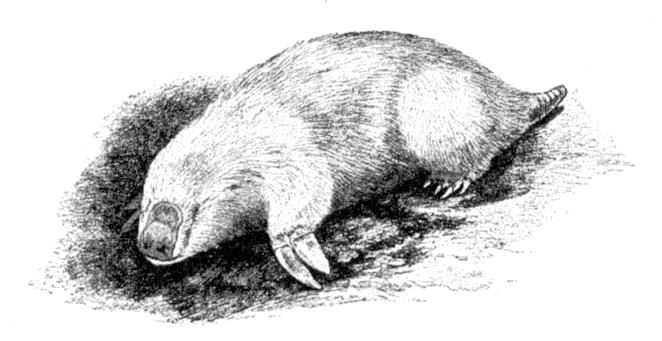
Taupe marsupiale, Notoryctes sp.
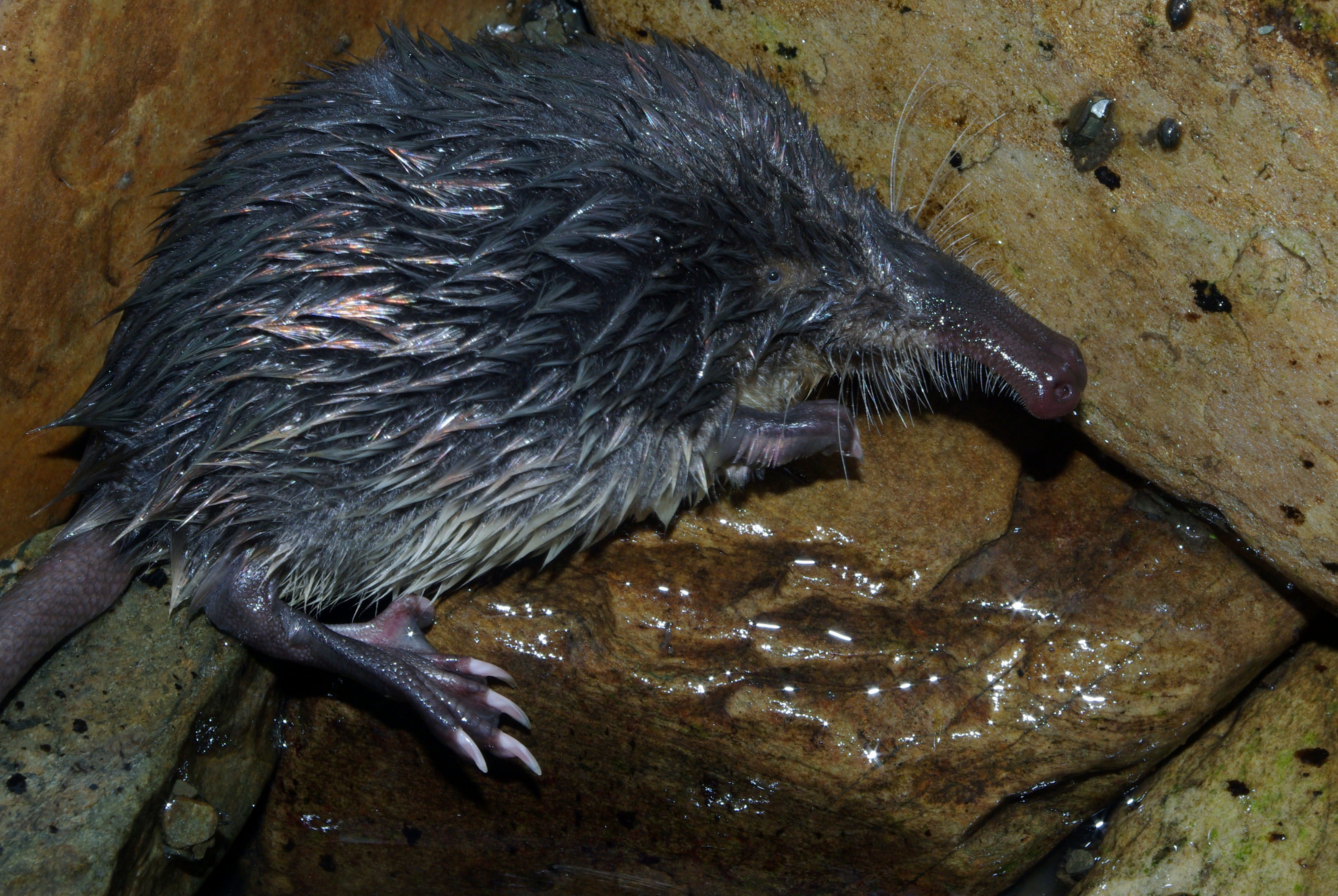
Desman des Pyrénées (Galemys pyrenaicus)

## Noms français et noms scientifiques correspondants
Liste alphabétique des noms vulgaires ou des noms vernaculaires attestés en français.

Note : certaines espèces ont plusieurs noms et, les classifications évoluant encore, certains noms scientifiques ont peut-être un autre synonyme valide.
En gras, l'espèce la plus connue des francophones.
- Grande taupe dorée - Chrysospalax trevelyani[5]
- Grande taupe marsupiale - Notoryctes typhlops[6],[5]
- Petite taupe marsupiale - Notoryctes caurinus[6],[5]
- Taupe - espèce de la famille des Talpidae[7], plus particulièrement du genre Talpa[5] et généralement de l'espèce Talpa europaea[8],[6],[9],[5]
- Taupe aveugle - Talpa caeca[6],[5]
- Taupe à longue queue - Scaptonyx fusicaudus[5]
- Taupe à nez étoilé - Condylura cristata[6],[7]
- Taupe à queue chevelue - voir Taupe à queue velue[6]
- Taupe à queue glabre - Scalopus aquaticus[6],[7],[5]
- Taupe à queue longue - voir Taupe à longue queue[6]
- Taupe à queue velue - Parascalops breweri[7]
- Taupe commune - voir Taupe d'Europe[6],[5]
- Taupe d'Amérique de l'Ouest - espèces du genre Scapanus[6],[5]
- Taupe d'Aquitaine - Talpa aquitania[10],[11]
- Taupe d'Asie - espèces du genre Euroscaptor[5]
- Taupe d'Espagne - Talpa occidentalis[5]
- Taupe d'Europe - Talpa europaea[6],[5]
- Taupe de Californie - Scapanus latimanus[réf. souhaitée]
- Taupe de Chine - espèces du genre Uropsilus[réf. souhaitée]
- Taupe de Coahuila - la sous-espèce Scalopus aquaticus montanus de la Taupe à queue glabre[5]
- Taupe de Gibbs - voir Taupe naine[6],[5]
- Taupe de Kansu ou Taupe de Kan-Sou - Scapalunus oweni[5]
- Taupe de Perse - Talpa streeti[réf. souhaitée]
- Taupe de Sibérie - Talpa altaica[5]
- Taupe de Stankovic - voir Taupe des Balkans[5]
- Taupe de Tamolipas - la sous-espèce Scalopus aquaticus inflatus de la Taupe à queue glabre[5]
- Taupe de Townsend - Scapanus townsendii[7],[5]
- Taupe de True - Urotrichus pilirostris[5]
- Taupe de côte - voir Taupe du Pacifique[5]
- Taupe des Balkans - Talpa stankovici[5]
- Taupe des Pyrénées - Galemys pyrenaicus[6]
- Taupe des montagnes du Japon - Urotrichus talpoides[6],[5]
- Taupe dorée de Grant - Eremitalpa granti[5]
- Taupe dorée de Stuhlmann - Chrisochloris stuhlmanni[5]
- Taupe dorée de Visagie - Chrisochloris visagiei[5]
- Taupe dorée de Winton - Cryptochloris wintoni[5]
- Taupe dorée de van Zyl - Chryptochloris zyli[5]
- Taupe dorée du Cap - Chrysochloris asiatica[5]
- Taupe dorée du Congo - Chlorotalpa leucorhina[réf. souhaitée]
- Taupe dorée ou Taupe d'or - espèces de la famille des Chrysochloridae[6],[5]
- Taupe du Caucase - Talpa caucasica[5]
- Taupe du Levant - Talpa levantis[5]
- Taupe du Pacifique - Scapanus orarius[7],[5]
- Taupe européenne - voir Taupe d'Europe[6],[5]
- Taupe ibérique - voir Taupe d'Espagne[5]
- Taupe marsupiale du Nord - Notoryctes caurinus[réf. souhaitée]
- Taupe marsupiale du Sud - Notoryctes typhlops[réf. souhaitée]
- Taupe marsupiale - espèces du genre Notoryctes[6]
- Taupe méditerranéenne - voir Taupe aveugle[6]
- Taupe naine de Gibbs - voir Taupe naine[5]
- Taupe naine - Neurotrichus gibbsii[7],[5]
- Taupe ordinaire - voir Taupe d'Europe[5]
- Taupe orientale - voir Taupe des Balkans[5]
- Taupe romaine - Talpa romana[6],[5]
- Taupe vulgaire - voir Taupe d'Europe[5]
- Taupe-musaraigne - Uropsilus soricipes[6]

## Aspects culturels

### Statut de ravageur
Les taupes sont considérées comme des ravageurs agricoles dans certains pays, tandis que dans d'autres, comme l'Allemagne, elles sont une espèce protégée (elles peuvent être tuées seulement avec un permis). Les problèmes cités comme causés par les taupes comprennent la contamination de l'ensilage par des particules de sol, ce qui le rend désagréable pour le bétail, la couverture des pâturages avec du sol frais réduisant sa taille et son rendement, les dommages aux machines agricoles par l'exposition de pierres, les dommages aux jeunes plantes par perturbation du sol, l'invasion des mauvaises herbes et d'autres espèces telles que les belettes et les campagnols qui peuvent utiliser des tunnels de taupes pour accéder aux racines des plantes.
Les taupes creusent et élèvent des taupinières, qui laisse des traces que certains trouvent disgracieuses sur le gazon. Elles peuvent saper les racines des plantes, causant indirectement des dommages ou des destructions. Les taupes ne mangent pas de racines de plantes

#### Destruction des taupes

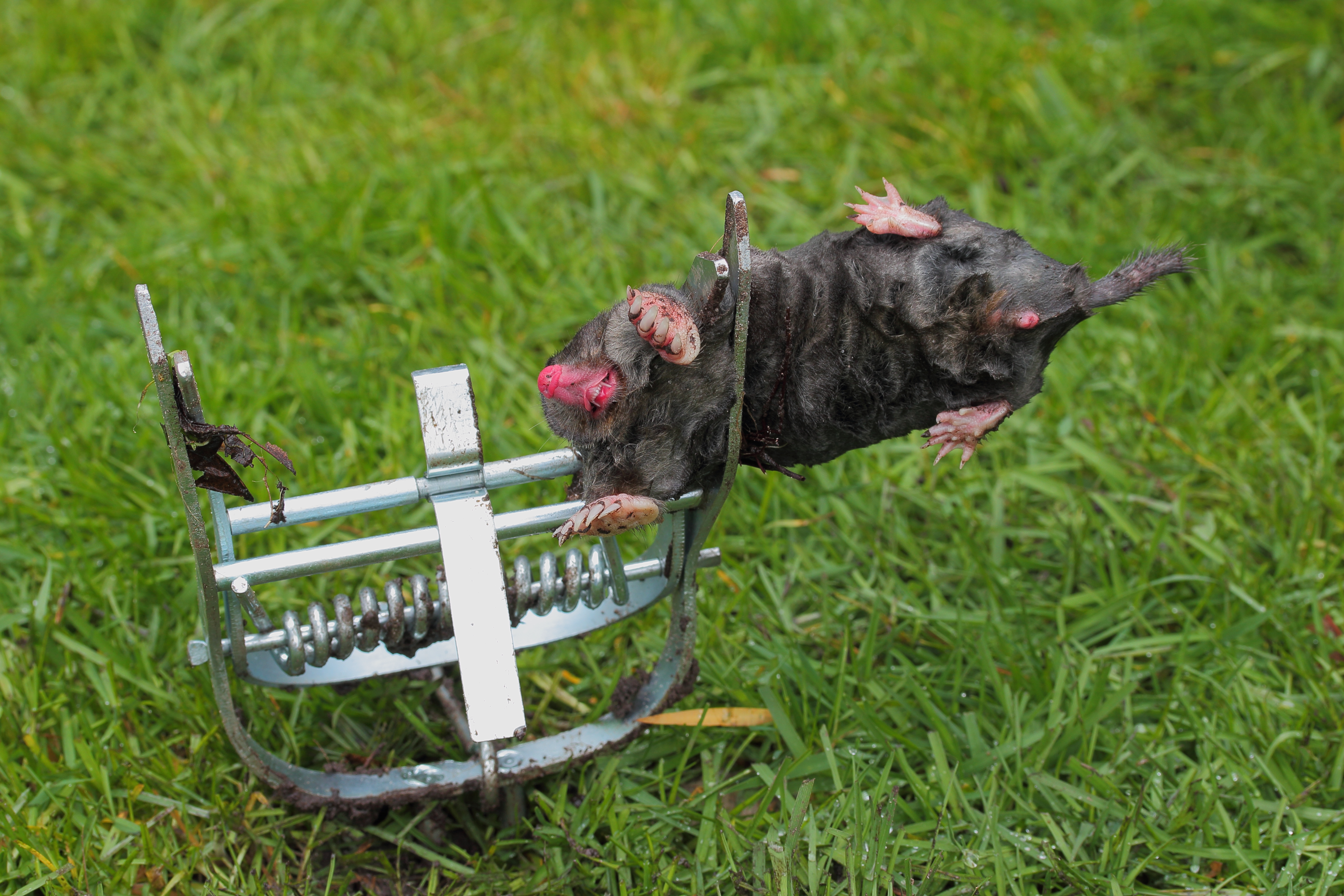
Taupe tuée par une taupière.

En raison des dégâts causés à l'agriculture, elles ont longtemps été capturées et tuées par les personnes dont c'est la profession, les taupiers, le plus souvent à l'aide de pièges appelés taupières.

#### Viande de taupe
William Buckland, géologue et paléontologue anglais, connu pour manger tous les animaux qu'il pouvait à titre d'expérimentation, a estimé que la viande de taupe avait un goût ignoble.

#### Peau de taupe
Les peaux de taupes ont une texture veloutée que l'on ne trouve pas chez les animaux de surface. Les animaux vivant en surface ont tendance à avoir une fourrure plus longue avec des poils poussant dans une direction particulière, mais pour faciliter leur mode de vie sous terre, les poils de taupe sont courts, très denses et n'ont pas de direction particulière. Cela permet aux taupes de se déplacer facilement vers l'arrière sous terre sans l'inconfort du "rebrousse-poil". Le cuir est doux et souple. Pour lancer une mode qui créerait une demande de fourrure de taupe afin de tenter de transformer un grave problème de ravageur en Écosse en une industrie lucrative pour le pays, la reine Alexandra de Danemark, l'épouse d'Édouard VII du Royaume-Uni, commanda un vêtement en fourrure de taupe. Des centaines de peaux sont coupées en rectangles et cousues ensemble pour faire une couche. La teinte naturelle de la fourrure a donné le nom à la couleur gris taupe, mais le cuir est facilement teint de n'importe quelle couleur[réf. nécessaire].
La moleskine (ou molesquine) est une toile de coton tissé serré, recouverte d'un enduit flexible et d'un vernis souple imitant le grain du cuir avec l'aspect d'un velours rasé comme une peau de taupe (littéralement mole skin en anglais).

### Dérivés linguistiques
| Couleur gris taupe |

La couleur terre de nombreuses taupes est à l'origine du gris taupe :
Un nom vernaculaire comportant le terme « taupe » est aussi attribué à quelques espèces d'aspect ou comportement approchant comme les rats-taupes, rats taupiers ou hamsters-taupes. D'autres ont un rapport plus lointain, comme la couleur pour le Requin-taupe et la Porcelaine taupe ou encore les galeries creusées par la Taupe-grillon.
Généralement munies d'yeux minuscules (d'où la croyance erronée qu'elles sont aveugles, caractéristique strictement applicable à la Taupe aveugle, Talpa caeca) et cachées dans leur trou, les taupes ont aussi inspiré des surnoms, expressions du langage familier :
- les étudiants de classes préparatoires scientifiques (Maths sup, Maths spé) sont communément appelés « taupins » car travaillant ardemment sans jamais sortir de leur « trou » ;
- en espionnage, certains agents doubles ou agents dormants sont appelés des « taupes » en argot ;
- un "feutre taupé" est confectionné avec des poils de lièvre, de taupe, de loutre, etc. Voir une chanson de Charles Aznavour, « Le feutre taupé » ;
- dans la Sarthe, les dents de taupe (sous le nom de collier de taupe ou dentier de taupe) étaient autrefois une amulette censée protéger le nourrisson des douleurs lors de la percée des premières dents ;
- l'expression « myope comme une taupe » ;
- « une vieille taupe », pour désigner une personne âgée à la vue basse ou casanière ;
- La Vieille Taupe était aussi le nom d'une librairie d'ultragauche, Le nom provient d'une citation très répandue de Karl Marx sur la révolution[15], qui est une reprise d'une formule de Hegel citant le Hamlet de Shakespeare[16]. Rosa Luxemburg avait donné ce nom à un texte de 1917[17].

Ces métaphores sont fréquemment reprises dans des titres ou œuvres de fiction. Dans le conte Tom Pouce des frères Grimm en 1819, le héros a d'abord volontairement trouvé refuge dans un trou de taupe. Elle est également un personnage du conte La petite Poucette d'Andersen. Le titre du roman policier People of Darkness (Le Peuple des ténèbres ou Le Peuple de l'ombre) de Tony Hillerman paru en 1980 rappelle que certaines tribus de Navajos possèdent comme emblème les taupes désignées comme le « peuple de l'ombre ».

### Œuvres sur les taupes
Les taupes sont à la fois des animaux redoutés et fascinants pour l'Homme. Elles ont été des personnages principaux dans des fables, des romans et des nouvelles pour les adultes et les enfants.

#### Dessins animés
- La Petite Taupe (Krtek), un dessin animé tchèque de Zdeněk Miler
- Grignotin dans Winnie l'ourson

#### Littérature adulte
- John le Carré, La taupe, Paris, Knopf, 1974.

#### Littérature jeunesse
- Kenneth Grahame, Le Vent dans les saules (titre original : The Wind in the Willows), Methuen Publishing, 1908
- Nico Bally, Taupe : Le premier voyage extraordinaire de Jules Verne, 2013
- Werner Holzwarth, De la petite taupe qui voulait savoir qui lui avait fait sur la tête, 1989.
- Bruno Heitz, Louisette, la taupe, Paris, Sed, 2004.

### Autres
- René La Taupe, interprète fictif d'une célèbre sonnerie de téléphone.

### Folklore et remèdes populaires

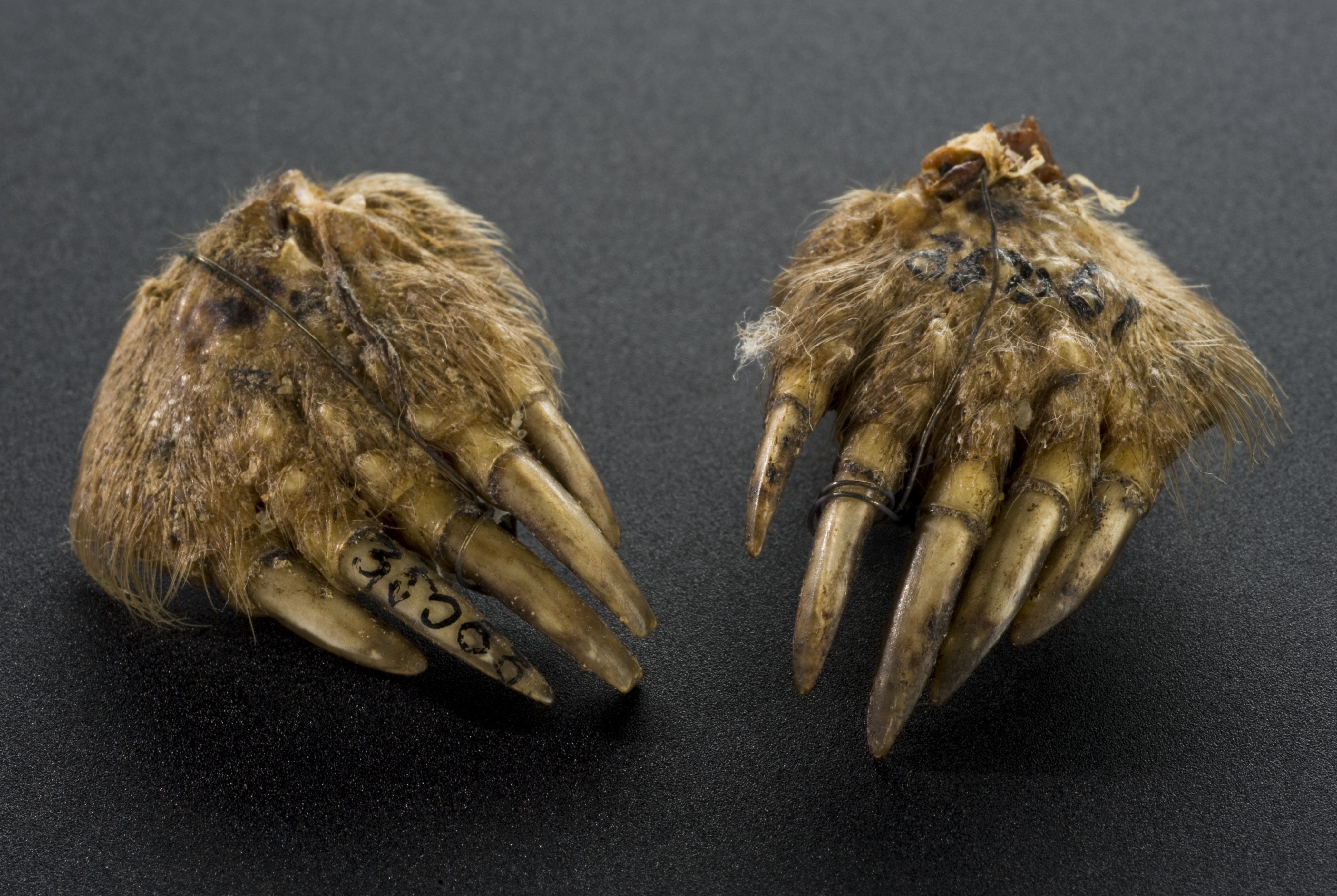
Talisman de pattes avant de taupe acheté en 1930 dans un faubourg de Londres et issu de la collection Wellcome intitulée Miracles and Charms.

Les taupes sont ancrées dans le folklore européen et sont utilisées depuis l'Antiquité comme remèdes populaires, où elles sont assimilées aux éléments des forces du mal liés au diable et à la magie noire,. L'usage de ces remèdes s’appuie sur deux grands principes : celui de la similitude en écho à l’adage « qui se ressemble s’assemble » avec l’utilisation de remèdes d’aspect ou de nature similaire à l'élément que l'on veut soigner et celui de contagion selon lequel le mal est transmis à des objets ou des reliques. La férocité des méthodes s'explique par le fait que la taupe symbolise la mort. Ainsi, en la faisant souffrir, on l'éloigne. D'autre part, on applique le transfert de mal, la douleur de l'animal doit atténuer celle du malade. Plus l'agonie est longue, plus les chances de guérison sont grandes. Souvent, le bénéficiaire ou sa famille fait appel à un taupier ; ce qui équivaut à faire appel à un guérisseur. On lui prête des pouvoirs étranges ou maléfiques et sa pratique est considérée comme un don qui se transmet de père en fils
La mention la plus ancienne de cet usage de la taupe provient de l'ouvrage Histoire naturelle de Pline l'Ancien, publié vers l'an 77-79 :

« Je citerai une preuve particulière de la vanité de l'art des magiciens : de tous les animaux, c'est la taupe qu'ils admirent le plus, la taupe, maltraitée à tant d'égards par la nature, condamnée à une cécité perpétuelle, ajoutant à ces ténèbres les ténèbres souterraines où elle est enfouie et comme enterrée. Les entrailles de la taupe sont celles auxquelles ils ont le plus de confiance. C'est l'animal qu'ils regardent comme le plus propre aux mystères religieux ; si bien qu'à celui qui avalera un cœur de taupe récent et palpitant ils promettent le don de deviner et la connaissance des événements futurs. Ils assurent qu'on guérit le mal de dents en y attachant une dent arrachée à une taupe vivante. »

De plus, Asclépios, dieu de la guérison, serait à l'origine un dieu-taupe et le temple qui lui est consacré, Épidaure, conçu à la fois comme son tombeau et comme son séjour souterrain, aurait pour modèle une taupinière. Une autre mention ancienne date de la fin du VIe siècle sous le règne de Childebert II dans la ville de Tours en France. L'historien chrétien Grégoire de Tours y décrit un personnage illuminé qui affirme être en communication avec les apôtres Pierre et Paul. Il est considéré comme un usurpateur par l'administration religieuse et lors de son arrestation, il porte un grand sac rempli de racines de diverses plantes, d'os de souris, d'ongles et de graisse d'oursins ainsi que de dents de taupes, un bric-à-brac qualifié par l'évêque qui l'arrête d'instruments de maléfices.
Dans l'Angleterre du XVIIe siècle, durant la chasse aux sorcières pratiquée par l'Église anglicane, Joan Flower et ses deux filles sont accusées de sorcellerie et exécutées en 1618 à Lincoln. L'Histoire les retiendra sous le nom de « Sorcières de Belvoir ». Selon un témoignage lors de leur procès, une amie des sœurs également impliquée utilise une taupe comme familier, c'est-à-dire comme un esprit sous forme animale qui exécute les ordres de son propriétaire :

« Joan Willimott appela deux esprits, l'un ressemblant à un Kitlin [chaton], et l'autre à une Moldiwarp [taupe] : le premier, ladite Willimott l'appela pusse, l'autre hisse, et ils vinrent bientôt à elle, et elle les laissa avec cet examen et ils sautèrent sur son épaule, et le Kitlin téta sous sa lèvre droite, sur son cou, et la Moldiwarp du côté gauche, au même endroit. Après qu'ils l'eurent sucée, elle envoya le Kitlin à un boulanger de cette ville, dont elle ne se souvient pas du nom, qui l'avait traitée de sorcière et l'avait frappée, et elle envoya son esprit à lui et l'ensorcela jusqu'à ce que mort s'ensuive. Elle envoya ensuite le Moldiwarpe à Anne Dawse de la même ville et l'ensorcela jusqu'à ce que mort s'ensuive, parce qu'elle avait traité cet examinateur de sorcière, de putain, de peau de vache, etc. et dans les quinze jours qui suivirent, ils moururent tous les deux. »

Joan plaide son innocence en affirmant que même si elle pratique la magie et utilise un familier, sa magie est blanche et son esprit un être guérisseur appelé Pretty. Contrairement à ses amies et à leur mère, il semble qu'elle ait eu la vie sauve.
Dans l'Angleterre de la fin du XVIIIe siècle, les gens croient que si l'on tient une taupe dans la main jusqu'à ce qu'elle meure, la main est guérie et au XIXe siècle, la poudre de taupe mâle écorchée et séchée est un remède contre le paludisme. Jusqu'au XXe siècle, les gens croient que le sang d'une taupe fraîchement tuée versé sur les verrues les guérit. De même, une taupe coupée en deux, ou écorchée vive, est attachée au cou jusqu'à ce qu'elle pourrisse pour traiter les kystes de la gorge et le goitre.
Penser que boire le sang d'un animal est s'emplir de sa force est une croyance répandue comme le propose le compte rendu macabre d'un manuscrit du XVIIe siècle à propos d'un traitement de l'épilepsie peut-être plus ancien. D'autres croyances s'y mêlent comme le fait d'introduire un antagoniste par le genre sexué de l'animal, le fait de faire passer le malin dans un autre corps que le sien et aussi la magie du chiffre 3 :

« Pour un homme, prenez une taupe femelle, et pour une femme, une taupe mâle, & près d'un bon feu, mettez la tête de la taupe dans la bouche de la personne, & en la mordant, qu'elle aspire le sang de la bouche de la taupe aussi vivement que possible, & qu'elle mette son pied droit nu sur la taupe, jusqu'à ce que le sang ait fait son œuvre dans le corps, s'il n'a pas fait son œuvre la première ou la deuxième fois, il faut le faire la troisième fois avec une troisième taupe, et s'il a fait son œuvre à l'une des trois tentatives, alors la boisson, avec la bénédiction de Dieu, la guérira. »

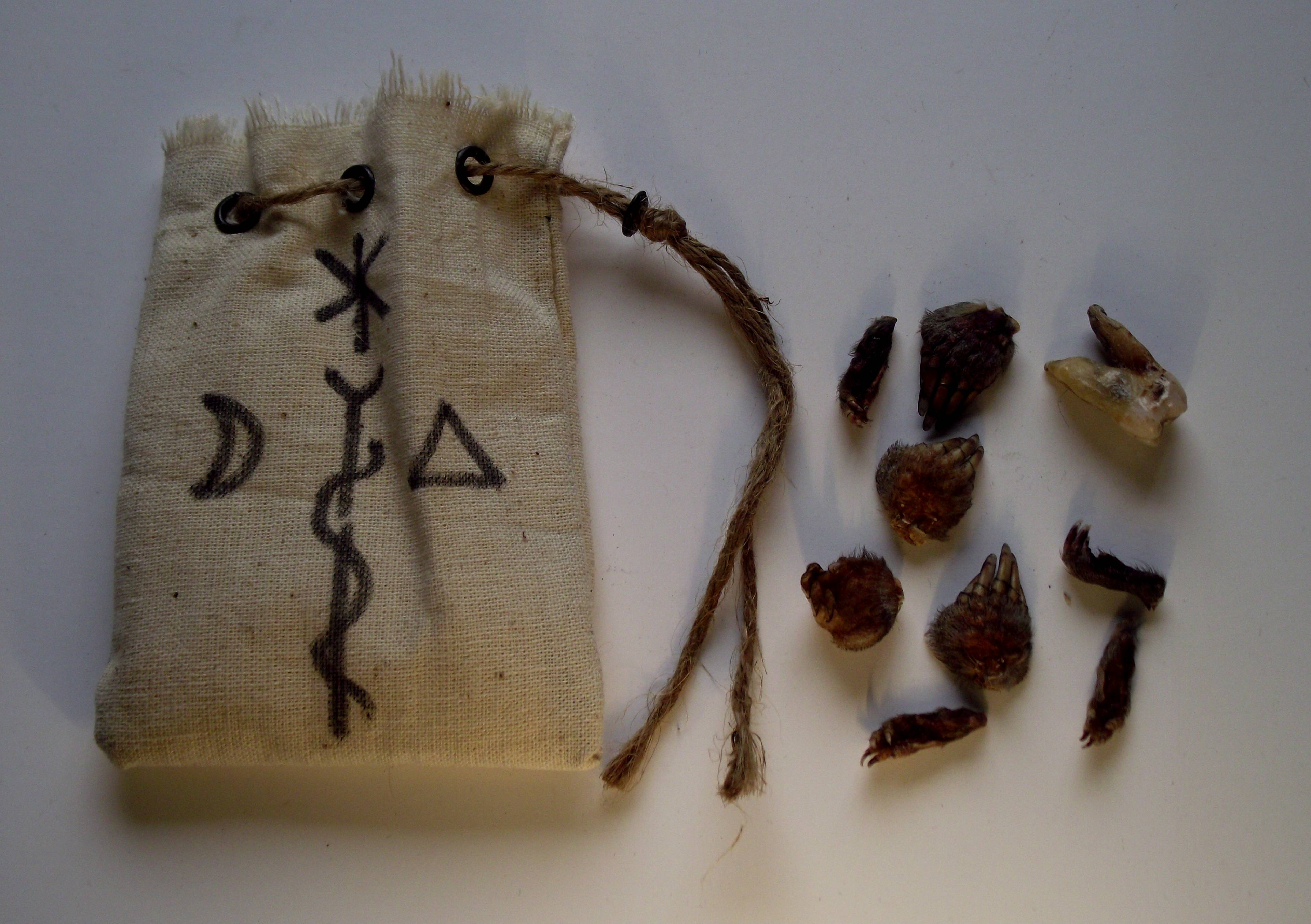
Talisman moderne contre le mal de dents comportant des pattes de taupe avant et arrière (Cornouailles, Angleterre).

Pour soigner le mal de dents et protéger leur nourrisson durant son sommeil, les mères de la France du Moyen Âge et au delà déposent sur le berceau ou sur le buste de l'enfant les pattes, mais aussi le sang, la peau de l'animal, voire la terre de la taupinière. À la fin des années 1880, en Maine-et-Loire, on met sur la tête des nourrissons des sortes de calottes en peau de taupe non tannée, pour maintenir les os du crâne et faciliter la pousse des dents, ce qui crée une déformation de la boîte crânienne, nommée « déformation toulousaine », encore visible à l'âge adulte.
Mais l'usage le plus répandu au XVIIIe siècle pour soigner les dents est celui de l'amulette contenant une mâchoire, des dents ou des pattes de taupe. Ainsi, à Marseille, on met au cou de l'enfant un collier composé de pattes de taupes. En Provence, c'est un escudet de pauto de darboun qui est en usage, c'est-à-dire un morceau de drap rouge aux quatre coins duquel sont cousues les quatre pattes d'une taupe. En Lorraine, on préfère prendre une taupe vivante, lui couper les pattes et le museau et mettre le tout dans un sachet que l'on place sur la poitrine de l'enfant. En Loir-et-Cher, pour être de qualité, la taupe doit être étouffée de la main gauche et ne pas encore avoir eu de petits. En Alsace, les pères destinent les pattes de taupes mâles aux garçons alors que les pattes des taupes femelles plutôt aux filles. D'autres talismans sont en vigueur comme des dents arrachées à une taupe mâle et vivante ou les ongles des pattes de devant toujours arrachés à une taupe vivante. Plus le sachet sent mauvais, plus le remède est censé être efficace et la guérison rapide. Le choix de la taupe comme thérapeutique lors de l'éruption des dents de lait s'explique par son passage sous terre, que l'on assimile à celui des dents à travers les gencives. C'est aussi pourquoi les pattes qui leur servent à creuser sont le plus souvent recommandées dans les remèdes.
Ces amulettes se retrouve aussi en Italie, en Angleterre et chez les colons américains qui portent des pattes de taupes dans un sac autour du cou ou dans leur poche pour se protéger des maux de dents mais aussi pour traiter l'épilepsie, les rhumatismes ou des maladies de la peau comme le scrofule,. Dans le Liban du XIXe siècle, les enfants portent également en bandoulière un sachet en triangle comportant une dent de taupe afin de faciliter la première dentition et d'assurer la poussée des dents permanentes. Dans les Balkans de la même époque, des hamajlija animales pouvant provenir de taupes revêtent un pouvoir quasi religieux en étant sacrées par les popes ou les imams
Au début du XXe siècle, il perdure dans certaines boutiques londoniennes qui vendent aux classes populaires ces amulettes au milieu de chaînes de glands censées prévenir la diarrhée, de bouteilles de mercure enveloppées dans une peau de chamois censées soigner les rhumatismes et de perles de verre bleues comme remède contre la bronchite. Ces talismans sont en vigueur dans la région des Fens au moins jusqu'en 1971 et conservent une signification profondément ancrée dans les cultures européennes du XXIe siècle, la tradition de la petite souris en étant un de leurs nombreux avatars.